# Guerre des Guaranis

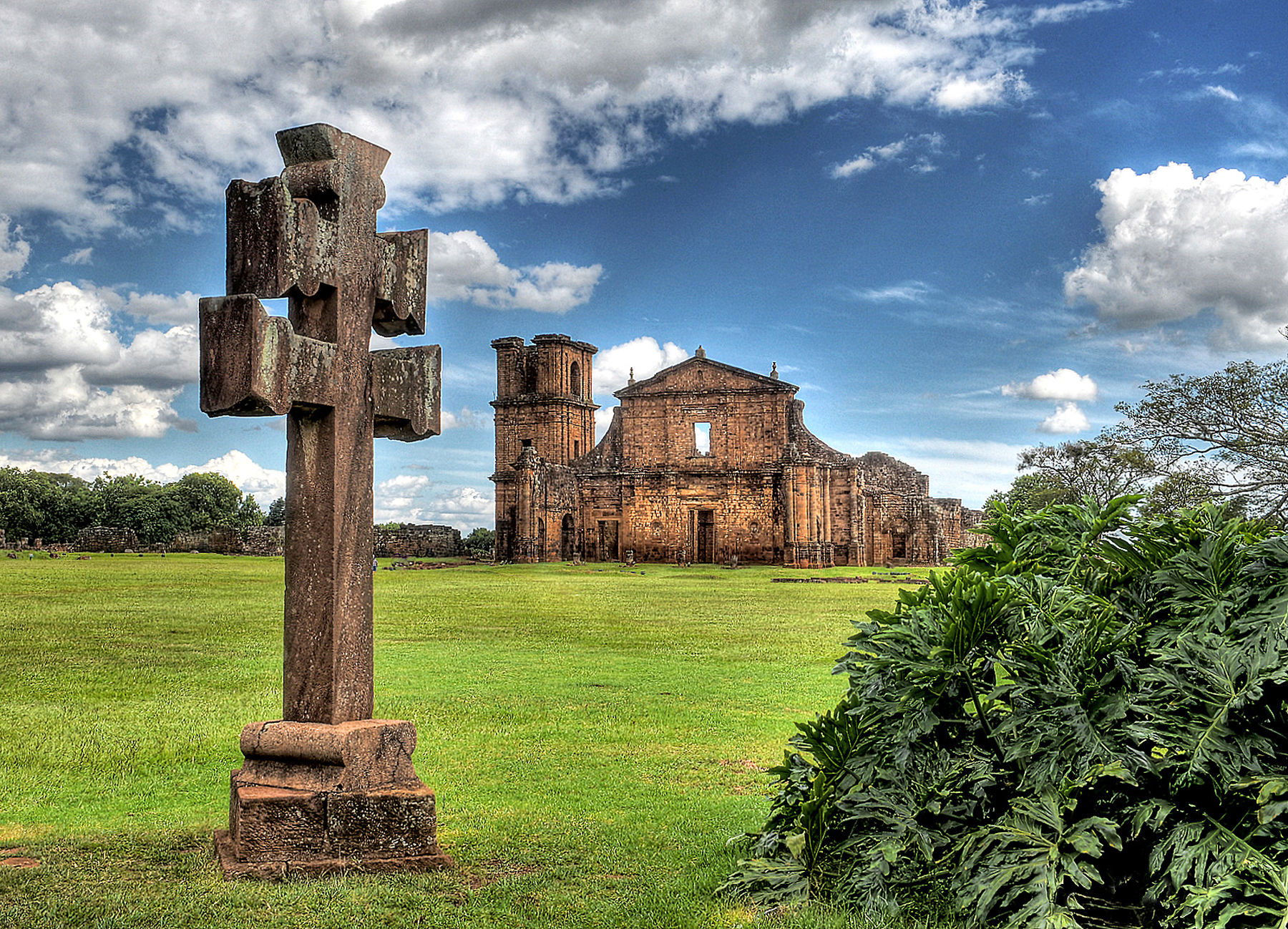
Ruines de São Miguel - Saint Michel - une des principales «réductions», Rio Grande do Sul, Brésil

La guerre des Guaranis ou guerre des sept Réductions est le nom donné au conflit ayant opposé les troupes espagnoles et portugaises aux Guaranis, à la suite du traité de Madrid de 1750, dont l'une des clauses expropriait ces derniers de leur territoire de manière unilatérale.

## Contexte
Les Jésuites ont établi leurs premiers contacts avec les Guaranis à la fin du XVIe siècle. En 1604, le roi Philippe III d'Espagne leur donna l'administration du territoire guarani, comprenant le Paraguay et le sud du Brésil. Les Jésuites transforment alors la région en une véritable république chrétienne où les populations vivent protégées de la traite d'esclaves, que pratiquent colons espagnols et portugais. Ce développement prend plus d'un siècle car le territoire couvre environ 500 000 km2 et que les tribus Guarani sont très dispersées dans la forêt . 
Les Jésuites divisent la région qui leur a été attribuée en une trentaine de « réductions ». Une « réduction » est un village autonome administré par un conseil élu uniquement composé de locaux. Le territoire lui-même est contrôlé et administré par les Jésuites qui veillent à garder son indépendance vis-à-vis des colonies espagnoles et portugaises voisines. Celles-ci, qui croient y voir leurs intérêts lésés, font pression auprès de leurs gouvernements respectifs afin de supprimer cet état de fait.
Après de longues négociations, Ferdinand VI d'Espagne et Jean V de Portugal signent le traité de Madrid en 1750. Le roi d'Espagne consent alors à faire évacuer les sept réductions situées à l'est du rio Uruguay et à donner ce territoire au Portugal. Le fleuve devient alors la frontière entre les deux colonies. Les sept réductions (San Miguel, Santos Angeles, San Lorenzo Martin, San Nicolas, San Juan Batista, San Luis Gonzaga et San Francisco de Borja) doivent être replacées à l'ouest, et les Guaranis sont expulsés de leurs territoires.

## La guerre
Les Guaranis refusent d'être déplacés de l'autre côté du rio Uruguay et, avec l'aide d'une partie des Jésuites, entreprennent une guérilla de résistance. Au début de 1753, les missionnaires guaranis annoncent leur décision de ne pas quitter le territoire et commencent à empêcher les travaux de délimitation des frontières. 
Les autorités espagnoles et portugaises décident de riposter en envoyant des contingents mater la rébellion. En 1754, les troupes espagnoles, parties de Buenos Aires et de Montevideo, attaquent par le sud, alors que l'armée lusitano-brésilienne, commandée par le général Gomez Freire, entre au Paraguay par le rio Jacuí. Les deux armées (environ 3 000 hommes) se rejoignent à proximité de la frontière paraguayenne.
Le principal chef guarani est le capitaine Sepé Tiaraju qui justifie la résistance envers le traité au nom du droit légitime de rester sur leurs propres territoires. 
Au début de 1756, les troupes coloniales attaquent de front les Guaranis qui sont rapidement écrasés. Des milliers de personnes sont alors massacrées et les survivants doivent se réfugier dans la forêt.

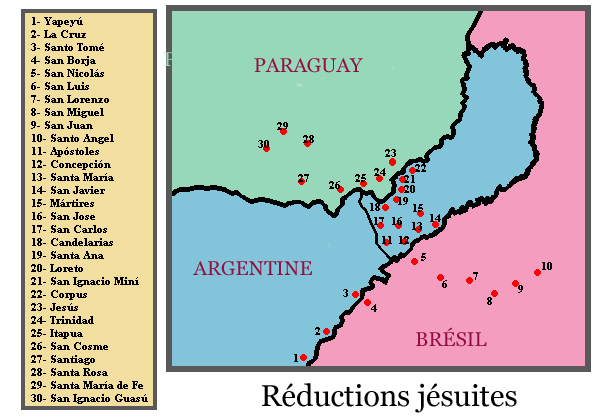
Localisation des Réductions jésuites.

## Les suites
À la suite des pressions hispano-portugaises sur les autorités papales, les Jésuites sont expulsés d'Amérique du Sud en 1767 et les réductions restantes abolies. Les Guaranis n'ont alors d'autre choix que de se réfugier plus loin en forêt. 
En 1777, l'Espagne recouvre une partie du territoire à l'est du rio Uruguay (qui deviendra l'Uruguay) lors du traité de San Ildefonso.

## Anecdotes
Ces événements ont été racontés de façon romancée dans le film Mission, réalisé en 1986 par Roland Joffé et mettant en vedette Robert De Niro et Jeremy Irons.